# .lk
.lk je internetová národní doména nejvyššího řádu pro Srí Lanku (podle ISO 3166-2:LK). Společnosti bez sídla na Srí Lance mohou pouze rezervovat. Jméno však mohou získat přes nějakého doménového agenta.

## Místní transkripce národních domén
V září 2010 byly představeny nové domény nejvyššího řádu.
- .ලංකා - doménové jméno pro sinhálský jazyk
- .இலங்கை - doménové jméno pro tamilský jazyk